# جامعة ألاباما في برمنغهام
جامعة ألاباما في برمنغهام (بالإنجليزية: University of Alabama at Birmingham)‏ وتُختصر إلى UAB هي جامعة بحثية عامة في برمنغهام، ألاباما. تم تطوير المؤسسة من مركز ملحق أكاديمي تأسس عام 1936، وأصبحت حرمًا جامعيًا مدته أربع سنوات في عام 1966 وجامعة مستقلة تمامًا في نظام جامعة ألاباما في عام 1969.
تقدم الجامعة 140 برنامجًا للدراسة في 12 قسمًا أكاديميًا تؤدي إلى درجات البكالوريوس والماجستير والدكتوراه والشهادات المهنية في العلوم الاجتماعية والسلوكية والفنون الليبرالية والأعمال والتعليم والهندسة والمجالات المتعلقة بالصحة مثل الطب وطب الأسنان وقياس البصريات والتمريض والصحة العامة. في خريف عام 2019، تم تسجيل 22080 طالبًا من أكثر من 110 دولة.
ينتمي النظام الصحي الجامعة، وهو أحد أكبر المراكز الطبية الأكاديمية في الولايات المتحدة، إلى الجامعة. يرعى مستشفى الجامعة برامج الإقامة في التخصصات الطبية، بما في ذلك الطب الباطني وطب الأعصاب والطب الفيزيائي وإعادة التأهيل والجراحة والأشعة والتخدير.
الجامعة هي أكبر رب عمل منفرد في الولاية، مع أكثر من 23000 من أعضاء هيئة التدريس والموظفين وأكثر من 53000 وظيفة في الجامعة وفي النظام الصحي. ما يقدر بنحو 10 في المائة من الوظائف في منطقة برمنغهام هوفر الحضرية و1 من 31 وظيفة في ولاية ألاباما مرتبطة بشكل مباشر أو غير مباشر بـ الجامعة. قُدر التأثير الاقتصادي السنوي الإجمالي للجامعة بنحو 7.15 مليار دولار في عام 2017.

## التاريخ
في عام 1936، استجابة للنمو السريع لمنطقة برمنغهام الحضرية وحاجة السكان للوصول إلى التعليم الجامعي، أنشأت جامعة ألاباما في توسكالوسا مركز برمنغهام للإرشاد. كان المركز يعمل في منزل قديم في وسط مدينة برمنغهام وسجل فيه 116 طالبًا. في عام 1945، انتقلت كلية الطب المنشأة حديثًا والتي مدتها أربع سنوات في جامعة ألاباما من توسكالوسا إلى برمنغهام وتولت إدارة مستشفيات جيفرسون وهيلمان. في عام 1957، بلغ عدد الملتحقين بمركز الإرشاد 1856. بحلول عام 1959، تجاوزت المنح البحثية والمنح التدريبية والزمالات مليون دولار، وتم تمهيد الطريق لإنشاء مستشفى جديد للأطفال.
بحلول الستينات، أصبح من الواضح أن مركز الإرشاد أصبح جامعة في حد ذاته. تم بناء مبنى هندسي بالقرب من المركز الطبي عام 1962. في سبتمبر 1966، تم تغيير اسم مركز الإرشاد إلى كلية الدراسات العامة وتم ترقيته إلى برنامج كامل مدته أربع سنوات. في تشرين الثاني (نوفمبر) من ذلك العام، تم دمج كلية الدراسات العامة وكلية الطب في جامعة ألاباما في برمنغهام، مع الدكتور جوزيف فولكر كـ «نائب الرئيس لشؤون جامعة برمنغهام» - مما يعكس أنه لا يزال يُعامل على أنه قسم خارجي من القسم الرئيسي الحرم الجامعي في توسكالوسا. تم إنشاء مجلس استشاري للجامعة في عام 1967. في عام 1969، أنشأ المجلس التشريعي نظام جامعة ألاباما. أصبحت الجامعة واحدة من ثلاث مؤسسات مدتها أربع سنوات في النظام الجديد، والتي تضمنت أيضًا جامعة ألاباما وجامعة ألاباما في هنتسفيل (UAH) في هانتسفيل. أصبح فولكر أول رئيس للجامعة.
في السبعينات، بدأت الجامعة فترة من النمو السريع. وبلغ عدد المسجلين في بداية العقد 6629 منهم 2724 امرأة. لاستيعاب العدد المتزايد من الطلاب، حصلت الجامعة على أرض في ساوثسايد.
أنشأت الجامعة برنامجًا رياضيًا بين الكليات، وانضمت إلى الرابطة الوطنية لرياضة الجامعات وبدأت في إرسال فرق تبدأ بالجولف في عام 1970 وكرة السلة للرجال في عام 1978. تم تغيير اسم الجامعة إلى جامعة ألاباما في برمنغهام في عام 1984، ببساطة استبدل الحرف الجر "In" بـ "at".
بحلول عام 1990، حصلت الجامعة على درجتها الخمسين ألف. في عام 1992، صنفت مجلة US News and World Report جامعة الجامعة على أنها الجامعة الأولى والواعدة في الولايات المتحدة. في عام 1993، قدر التأثير الاقتصادي للجامعة على منطقة برمنغهام بأكثر من 1.5 مليار دولار سنويًا (سيكون الرقم 2 مليار دولار سنويًا بحلول عام 1998). في 1994، أصبحت الجامعة أول جامعة في ألاباما تحصل على مرتبة «الجامعة البحثية I» في تصنيف مؤسسة كارنيجي.

## حرم الجامعة

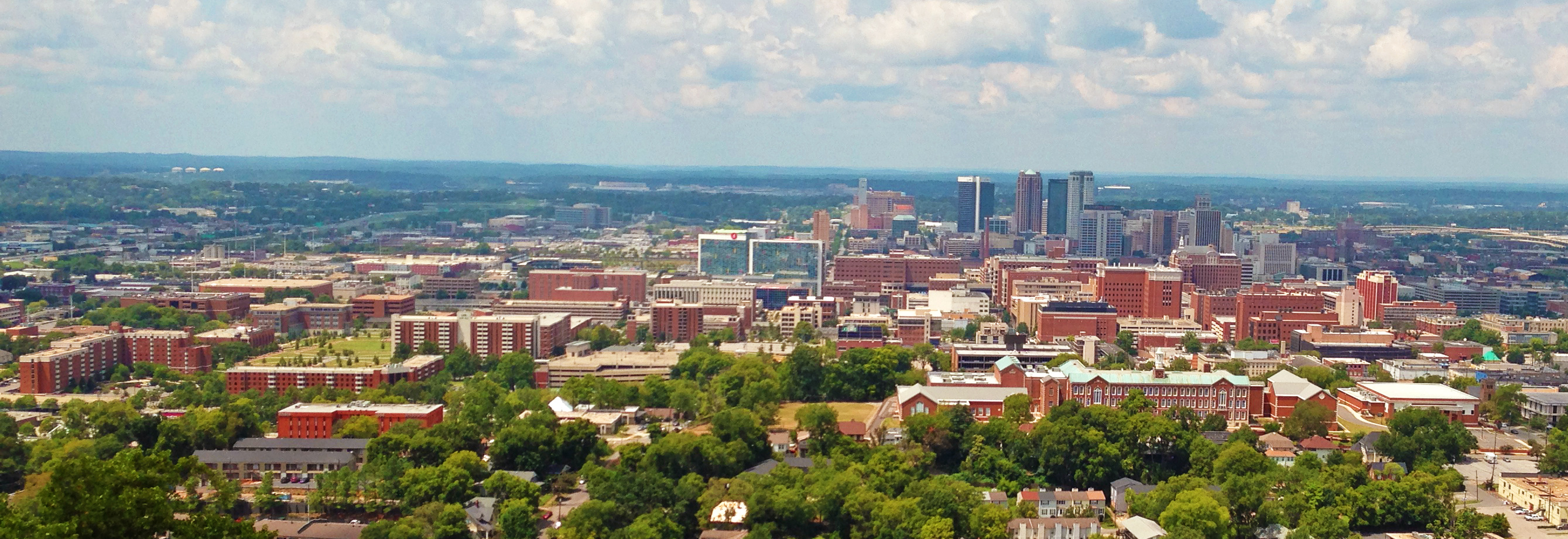
الحرم الجامعي الجامعة ووسط مدينة برمنغهام

تقع الجامعة في حي ساوثسايد بوسط مدينة برمنغهام. يشغل الحرم الجامعي المستطيل تقريبًا أكثر من 100 مبنى في المدينة، ويمتزج مع الطابع الحضري للجانب الجنوبي.
يمكن تقسيم الحرم الجامعي إلى ثلاثة أقسام. يشغل المركز الطبي معظم الحرم الجامعي شرق الحرم الأخضر. المركز الطبي هو موطن لمدارس العلوم الصحية ومرافقها التعليمية، بما في ذلك النظام الصحي النظام الصحي للجامعة (النظام الصحي للجامعة). يتداخل المركز الطبي مع منطقة برمنغهام الطبية الأكبر حيث توجد، بالإضافة إلى النظام الصحي للجامعة، مستشفيات غير تابعة للجامعة مثل مركز VA الطبي برمنغهام ومستشفى الأطفال في ألاباما ومستشفى (Cooper Green Mercy).
يمتد القلب الأكاديمي للحرم الجامعي من الحرم الجامعي الأخضر الغربي ومن شارع الجامعة جنوبًا. تم تطوير الحرم الأخضر بين عامي 2000 و2007 كجزء من خطوة لتحويل المدرسة من مدرسة ركاب سابقة إلى حرم سكني أكثر تقليدية، ليس فقط يرسخ الحرم الأكاديمي ولكنه بمثابة حجر الزاوية للجامعة ككل. تقع معظم المباني الأكاديمية والفنية (باستثناء تلك المرتبطة بالمركز الطبي) وقاعات الإقامة ومرافق الحياة الطلابية على أو داخل كتلتين من المنطقة الخضراء.

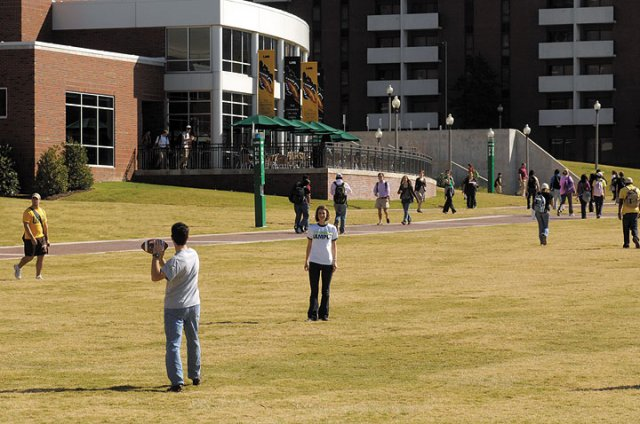
الطلاب يسترخون في الحرم الجامعي الأخضر

تقع مرافق ألعاب القوى، في أقصى الجانب الغربي من الحرم الجامعي.
منذ عام 1969، خضعت الجامعة لنمو واسع النطاق ومشاريع البناء شائعة في جميع أنحاء الحرم الجامعي. تشمل المشاريع قيد التخطيط، أو المنجزة مؤخرًا، أو قيد الإنشاء:
- كلية كولات للأعمال ومعهد بيل هاربرت للابتكار وريادة الأعمال، قص الشريط في 28 أغسطس 2019.[14]
- مقر الشرطة والسلامة العامة، قص الشريط في 9 أغسطس، 2018.[15]
- كلية التمريض، قص الشريط في 6 سبتمبر 2018.[16]
- قاعة جامعة كلية الآداب والعلوم - أول مبنى حاصل على شهادة ليد (LEED) في الحرم الجامعي لجامعة الدول العربية - قص الشريط في سبتمبر 2019.[17]

## التنظيم والإدارة
الجامعة هي مؤسسة مستقلة داخل نظام جامعة ألاباما، والتي يحكمها مجلس أمناء جامعة ألاباما ويرأسها رئيس جامعة ألاباما. يقوم المجلس بترشيح نفسه بنفسه ويتألف من 15 عضوًا منتخبًا وعضوين بحكم المنصب. تم تحديد تشكيل مجلس الإدارة بموجب دستور ولاية ألاباما، ويتطلب أن يتكون المجلس من ثلاثة أعضاء من منطقة الكونغرس التي تحتوي على حرم توسكالوسا، وعضوين من كل منطقة نواب في ولاية ألاباما. يتم انتخاب أعضاء مجلس الإدارة من قبل مجلس الإدارة ويتم تأكيدهم من قبل مجلس شيوخ ولاية ألاباما. قد يخدم أعضاء مجلس الإدارة ثلاث فترات متتالية مدتها ست سنوات.
رئيس جامعة ألاباما في برمنغهام هو المسؤول التنفيذي الرئيسي للجامعة ويعينه المستشار بموافقة مجلس الأمناء. يقدم الرئيس تقاريره مباشرة إلى رئيس الجامعة، وهو مسؤول عن العمليات اليومية للجامعة. يعمل الرئيس أيضًا كرئيس لمجلس إدارة النظام الصحي الجامعة. تم تعيين ريتشارد مارشيس رئيسًا مؤقتًا في 21 أغسطس 2012، بعد تقاعد الرئيس السابق كارول جاريسون. في فبراير 2013، أصبح راي واتس الرئيس السابع للجامعة.

### الكليات
تتكون الجامعة من كلية واحدة وتسع مدارس وكلية الدراسات العليا. تقدم هذه الأقسام معًا 56 برنامجًا لدرجة البكالوريوس و59 برنامجًا لدرجة الماجستير و40 برنامجًا للدكتوراه.
قبل عام 2010، كانت كليات الآداب والعلوم الإنسانية، والعلوم الاجتماعية والسلوكية، والعلوم الطبيعية والرياضيات، والتعليم، وحدات منفصلة لمنح الدرجات العلمية داخل الجامعة. تم دمج المدارس في كلية واحدة (الأولى في الجامعة): كلية الآداب والعلوم، مع احتفاظ التعليم بهويته كوحدة متميزة داخل الكلية الجديدة. استشهد قادة الجامعات بالكفاءة والمناهج والمزيد من الفرص للبحث متعدد التخصصات والتعاون من أجل إعادة الهيكلة.

### هبة أو منحة
بلغ وقف البنك العربي المتحد 495.3 مليون دولار في عام 2017.
في عام 1999، أطلقت الجامعة حملة رأس المال بهدف 250 مليون دولار. عندما انتهت في عام 2003، كانت حملة جامعة ألاباما في برمنغهام قد جمعت أكثر من 388.7 مليون دولار.
تم إطلاق حملة الجامعة علنًا في أكتوبر 2013 بهدف جمع مليار دولار. قبل الإطلاق العام للحملة، كان اتحاد عمان العربي قد تلقى بالفعل أكثر من 420 مليون دولار من التبرعات. في عام 2018، تجاوزت الجامعة هدف المليار دولار لحملة الجامعة، وهي أكثر جهود جمع التبرعات طموحًا في تاريخ الجامعة. كان وضع الحملة فوق هدفها أكبر هدية منفردة على الإطلاق للجامعة: 30 مليون دولار من أونيل للصناعات ومساهميها لتسمية مركز أونيل الشامل للسرطان في الجامعة.

## أكاديميون
| -                                     | من سكان ألاباما | غير مقيم      |
| ------------------------------------- | --------------- | ------------- |
| المرحلة الجامعية (2 × 15 ساعة معتمدة) | 8904 دولارات    | 20394 دولارًا  |
| خريج (2 × 12 كر)                      | 8934 دولارًا     | 20454 دولارًا  |
| قياس البصر (سنة)                      | 8045 دولارًا     | 17,140 دولارًا |
| طب الأسنان (سنة)                      | 11861 دولارًا    | 27380 دولارًا  |
| الطب (سنة)                            | 24.510 دولار    | 58590 دولار   |

الجامعة هي جامعة بحثية كبيرة مدتها أربع سنوات وهي مصنفة ضمن «R1: جامعات الدكتوراه - نشاط بحثي مرتفع جدًا». تم اعتماد الجامعة من قبل الرابطة الجنوبية للكليات والمدارس منذ عام 1970، وفقًا لوزارة التعليم الأمريكية. يشكل الطلاب الجامعيين غالبية الملتحقين بالجامعة. يشكل الطالب بدوام جزئي والتحويل جزءًا كبيرًا من هيئة الطلاب الجامعيين. يوفر البرنامج التعليمي للطلاب الجامعيين التوازن بين البرامج المهنية للدراسة والفنون الحرة (بمعنى أن عدد الدرجات العلمية الممنوحة في المجالين متشابه)، وهناك مستوى عالٍ من التعايش بين برامج الدراسات العليا والجامعية (بمعنى أن غالبية برامج البكالوريوس لديها نظراء في برنامج درجة الدراسات العليا). تتمتع الجامعة بمستوى عالٍ من النشاط البحثي ولديها برنامج تعليمي للخريجين يركز على الدكتوراه في مجالات العلوم والتكنولوجيا والهندسة والرياضيات بالإضافة إلى البرامج المهنية في العلوم الصحية والبيطرية.
يعتمد التقويم الأكاديمي على نظام الفصل الدراسي، الذي يقسم العام الدراسي، الذي يمتد من منتصف أغسطس إلى أوائل مايو، إلى فصلين دراسيين مدة كل منهما 15 أسبوعًا (الخريف والربيع) والصيف. ينتهي فصل الخريف في أوائل ديسمبر ويبدأ فصل الربيع في أوائل يناير. ينقسم الصيف، الذي يستمر من منتصف مايو إلى أغسطس، إلى عدد من الجلسات: جلسة مدتها 12 أسبوعًا، و«فصل دراسي صغير» لمدة 3 أسابيع في مايو، وجلسة مدتها تسعة أسابيع في يونيو ويوليو، وجلستين دورات مدتها أربعة أسابيع في يونيو ويوليو على التوالي. تتبع كليات الطب وطب الأسنان تقويمًا أكاديميًا يبدأ في يوليو وينتهي في أواخر مايو / أوائل يونيو.
في العام الدراسي 2016-2017، منحت الجامعة ما مجموعه 2,384 درجة البكالوريوس؛ 1795 درجة ماجستير و33 درجة تخصص تربوي؛ 125 دكتوراه بحثية؛ و391 دكتوراه مهنية.

### الملف الشخصي للطلاب
في فصل الخريف 2018، تألفت هيئة طلاب الجامعة من 13836 طالبًا جامعيًا و6933 طالب دراسات عليا و1154 طالب دكتوراه محترف من جميع مقاطعات ألاباما البالغ عددها 67، وجميع الولايات الخمسين وأكثر من 110 دولة أجنبية. في فصل الخريف 2018، التحق 5,737 طالبًا بكلية الآداب والعلوم، و1،775 في التربية، و3،432 في الأعمال، و271 في طب الأسنان، و1،486 في الهندسة، و2،431 في المهن الصحية، و324 في العلوم الصحية المشتركة، و694 في الطب، و2،736 في تمريض، 217 في البصريات، 752 في الصحة العامة، بينما 1902 مترددون.
من الطلاب الجامعيين، 33.2% من مقاطعة جيفرسون، 14.4% من مقاطعات أخرى في منطقة العاصمة برمنغهام، وتحديداً مقاطعات بلونت وشيلبي وسانت كلير ووكر. يأتي 29.4% من باقي أنحاء ألاباما، و18.2% من بقية الولايات المتحدة، بينما يشكل الطلاب الأجانب 4.8٪. نسبة الذكور إلى الإناث بين الطلاب الجامعيين هي 2: 3. يعكس أحد الأسباب الأساسية لتأسيس الجامعة، نسبة كبيرة من الطلاب الجامعيين هم من التركيبة السكانية غير التقليدية. 27.4% من الطلاب الجامعيين هم طلاب بدوام جزئي، و18.7% فوق سن 25. (متوسط عمر الطلاب الجامعيين 23 سنة.)
كان جسم الطلاب الجامعيين 56% من البيض غير اللاتينيين، و26% من السود / الأمريكيين من أصل أفريقي، و6% من آسيا، و5% من عرقين أو أكثر، و3% من أصل إسباني، و3% دوليين.

### الكلية والطاقم
الجامعة لديها 21245 موظفًا، 11810 في الجامعة، بما في ذلك 2543 عضو هيئة تدريس، و9435 في النظام الصحي الجامعة. 91.3% من أعضاء هيئة التدريس في الجامعة حاصلين على درجة الدكتوراه الأكاديمية أو المهنية. تم انتخاب ثمانية أعضاء من أعضاء هيئة التدريس من جامعة أبوظبي في المعهد الوطني للطب. نسبة الطلاب إلى أعضاء هيئة التدريس في الجامعة هي 18: 1.

### المكتبة
يوجد في الجامعة ثمانية مواقع للمكتبة: مكتبة مرفين ستيرن، ومكتبة ليستر هيل للعلوم الصحية، ومكتبة ليستر هيل في المستشفى الجامعي، ومكتبة رينولد فاينلي التاريخية، ومتحف ألاباما للعلوم الصحية، وأرشيفات الجامعة، ومجموعات الجامعة الرقمية، و801 بناء. تحتوي مكتبة مرفين ستيرن على 1.7 مليون مجلد بينما تحتوي مكتبة ليستر هيل على أقل من 350.000 مجلد.

### الترتيب
في تصنيفات 2022 US News & World Report، تم وضع الجامعة في المرتبة 148 كأفضل جامعة وطنية وتم تصنيفها في المرتبة 67 كأفضل جامعة عامة. يعد برنامج ماجستير العلوم في الإدارة الصحية من الجامعة هو برنامج إدارة الرعاية الصحية الأعلى تصنيفًا في تصنيفات US News & World Report والبرنامج رقم 1 الوحيد في الجامعة. منذ عام 2015، كان برنامج إم إس إتش أي MSHA هو البرنامج الأعلى مرتبة في الجامعة.
في عام 2018، تم تصنيف الجامعة كأفضل جامعة شابة في الولايات المتحدة (50 عامًا أو أقل) ومن بين أفضل 10 جامعات على مستوى العالم في تصنيفات جامعة تايمز للتعليم العالي العالمية، والتي تصنف الفعالية في مجالات مثل التدريس والبحث والاستشهادات والتوقعات الدولية ونتائج الصناعة.

## الحياة الطلابية
هناك أكثر من 150 منظمة طلابية في الحرم الجامعي الجامعة.
يعتبر فريق جامعة الدول العربية النموذجية من بين أفضل الفرق الحكومية النموذجية في الدولة مع أكثر من خمس سنوات من التوسع والإنجازات الحائزة على جوائز بما في ذلك العديد من جوائز «التفويض المتميز». يعد فريق الجامعة دائمًا من بين الأفضل في البلاد باعتباره برنامجًا دائمًا من أفضل 25 برنامجًا. حقق البرنامج أكبر نجاح له في عام 2006، عندما فاز الفريق باللقب الوطني في القسم الفضي متغلبًا على حامل اللقب الوطني بجامعة هارفارد.

### المركز الترفيهي

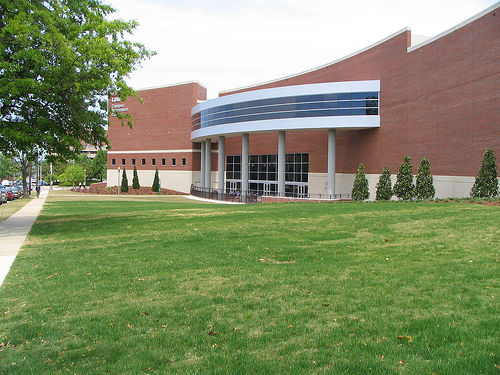
مركز الترفيه في الجامعة

تم افتتاح مركز الجامعة الترفيهي في عام 2005، ويخدم الطلاب وأعضاء هيئة التدريس وخريجي الجامعة بالإضافة إلى مجتمع برمنغهام. 150,000 قدم مربع (14,000 م2) يغطي ثلاثة طوابق: يضم أربعة ملاعب لكرة السلة / الكرة الطائرة، وأربعة ملاعب لكرة المضرب (يمكن تحويل أحدها إلى اسكواش وأربعة للكرة الوالي)، وأربعة استوديوهات للتمارين الرياضية، 18,000 قدم مربع (1,700 م2) من مناطق الوزن واللياقة البدنية للقلب، وغرفة الألعاب، ومنطقة الأطفال، ومركز الألعاب المائية مع كل من مكونات اللفة والترفيه، وصالة الألعاب الرياضية المستخدمة في كرة القدم الداخلية، والهوكي الأرضي وكرة الريشة، وبار العصير، والمسار الداخلي، وجدار التسلق. يشتمل المركز على أوزان حرة ورياضات ملاعب ومسابح وفصول لياقة بدنية جماعية وتعليم تغذية ومناطق لياقة بدنية وجدار تسلق.

### الحياة اليونانية
حوالي ستة في المائة من الرجال الجامعيين وثمانية في المائة من النساء الجامعيات ناشطات في النظام اليوناني في الجامعة. اثنان وعشرون منظمة رسائل يونانية (GLOs) نشطة في الحرم الجامعي. تشرف أربع هيئات إدارية على عمليات المنظمات التي تقرها الجامعة. تعمل هذه الهيئات كمنظمات مظلة على أعضاء المنظمات. من بين الاختلافات بين الهيئات الرئاسية، فإن أهم تمييز هو عملية التوظيف والسياسات.
يحكم مجلس الأبوة (IFC) المنظمات للرجال (المعروف أيضًا باسم الأخويات). الأعضاء هم
- ألفا تاو أوميغا ()
- دلتا سيجما فاي (ΔΣΦ)
- لامدا تشي ألفا (ΛΧΑ)
- تاو كابا إبسيلون (ΤΚΕ)
- ثيتا تشي (ΘΧ)
- دلتا جاما فاي (ΦΓΔ / فيجي)
- بي كابا فاي (ΠΚΦ)

يحكم المجلس الهيلينيكي (NPC) المنظمات للنساء (المعروف أيضًا باسم الجمعيات النسائية). الأعضاء هم
- دلتا جاما ألفا (ΑΓΔ) (مستعمرة في الجامعة في عام 1978)،
- الفا أوميكرون باي (ΑΟΠ) (1987)،
- ألفا إكس آي دلتا (ΑΞΔ) (1996)،
- دلتا جاما (ΔΓ) (1991)،
- سيجما كابا (ΣΚ) (2015)
- كابا دلتا (ΚΔ) (2017).

يحكم المجلس الوطني اليوناني (NPHC) تاريخياً المنظمات السوداء. الأخويات الأعضاء
- Alpha Phi Alpha (ΑΦΑ) (ΙΝ الفصل، تأسست في الجامعة في عام 1974)
- كابا ألفا بسي (ΚΑΨ) (ΚΚ فصل، 1980)
- أوميغا بسي فاي (ΩΨΦ) (ΚΔ فصل، 1972)
- فاي بيتا سيجما (ΦΒΣ) (فصل سعادة)

الجمعيات النسائية الأعضاء هي
- ألفا كابا ألفا (ΑΚΑ) (ΙΦ فصل، 1975)
- دلتا سيجما ثيتا (ΔΣΘ) (ΙΛ فصل، 1972)
- سيجما جاما رو (ΣΓΡ) (ΞΜ فصل، 1996)
- زيتا فاي بيتا (ΖΦΒ) (ΓΘ فصل، 1977).

يحكم المجلس اليوناني متعدد الثقافات (MGC) المنظمات متعددة الثقافات. يشمل الأعضاء
- دلتا فاي أوميغا (ΔΦΩ)
- سيجما سيجما رو (ΣΣΡ)
- بيتا تشي ثيتا (ΒΧΘ)
- دلتا إبسيلون بسي (ΔΕΨ)
- سيجما لامدا جاما (ΣΛΓ)

### وسائل الإعلام الطلابية
تعد وسائل إعلام الطلاب في الجامعة موطنًا لجامعة ألاباما في وسائل الإعلام التي يديرها الطلاب في برمنغهام. وهي تشمل صحيفة أسبوعية حائزة على جوائز؛ ومحطة إذاعية عبر الإنترنت تعمل على مدار 24 ساعة مباشرة على تطبيق تونلين؛ ومجلة طلابية تصدر مرتين في العام وتضم قصصًا خيالية وإبداعية غير خيالية وفن وتصوير وشعر ومراجعات؛ وقناة تلفازية، برمجة فيديو أصلية على شبكة الإنترنت. طلاب الجامعة يديرون جميع وسائل الإعلام. المقالات والمنشورات ونشرات الأخبار والآراء هي فقط تلك الخاصة بالطلاب الكتاب والمنتجين والمحررين وما إلى ذلك ولا تعكس آراء الجامعة أو مسؤوليها أو مستشاري الإعلام الطلابي.

### اللغات
المدرسة لديها برنامج داخلي يعمل على مدار السنة. يتنافس الطلاب والموظفون على جوائز الدوري في رياضات مثل كرة السلة والبولينج وكرة القدم والجولف وكرة القدم والكرة اللينة والفريسبي النهائي والكرة الطائرة، أو يلعبون في بطولات البلياردو وكرة المضرب والتنس وغيرها من الألعاب الرياضية.
في 29 أغسطس 2018، أقامت الجامعة حفل قص الشريط لمجمع داخلي. الجنوب، هو موطن للرياضات الداخلية للجامعة ورياضات الأندية. المجمع هو مشروع مشترك بين شؤون الطلاب الجامعة والحرم الجامعي من خلال قسم المرافق الجامعة. يشرف الحرم الجامعي على الحقول، بالإضافة إلى البرمجة والجدولة الزمنية لها. تشتمل المساحة على مجالين للمنافسة بالحجم الكامل، ولوحتي تسجيل رقمي، وإمكانية الوصول إلى المياه وشبكة واي فاي في الحرم الجامعي، ومبنى مرافق يتضمن حمامين مخصصين للجنسين، ومساحة لتخزين المعدات الرياضية، وغرفة مرافق للأضواء والطاقة..

## نظام الصحة
نظام الجامعة الصحي (النظام الصحي للجامعة) عبارة عن شراكة بين الجامعة ومؤسسة الخدمات الصحية بجامعة ألاباما (UAHSF)، وهي ممارسة طبية خاصة غير هادفة للربح تتكون من هيئة التدريس في كلية الطب بجامعة ألاباما. يحكم النظام الصحي للجامعة مجلس إدارة يضم ممثلين عن المؤسسة ومجلس أمناء جامعة ألاباما ومسؤولي الجامعة. رئيس الجامعة هو الرئيس بحكم منصبه للنظام الصحي الجامعة. يقدم الرئيس التنفيذي لـ النظام الصحي للجامعة تقاريره مباشرة إلى مجلس إدارة النظام الصحي في الجامعة ويتم تعيينه من قبل رئيس مجلس الإدارة.
مستشفى الجامعة هي المؤسسة المركزية لـ النظام الصحي للجامعة. تم تشكيله كمستشفى جامعي في عام 1945 من اندماج مستشفى جيفرسون ومستشفى هيلمان، وهما مستشفيان خاصان في جنوب برمنغهام حصل عليهما مجلس أمناء جامعة ألاباما. تم إنشاء المستشفى الجامعي ليكون بمثابة المستشفى التعليمي الأساسي لكلية الطب.
تشمل المؤسسات الرئيسية الأخرى في النظام الصحي للجامعة ما يلي:
- عيادة كيركلين في مستشفى الجامعة، عيادة خارجية لمستشفى الجامعة
- تأسست مؤسسة كالاهان للعيون بشكل مستقل باسم مستشفى مؤسسة العيون في عام 1963 واندمجت في النظام الصحي للجامعة في عام 1973،[49]
- مركز طب النساء والرضع الجامعة
- مستشفى الجامعة-هايلاند. سابقا هيلث المركز الطبي الرئيسي الصورة في ساوثسايد، النظام الصحي للجامعة الحصول عليه في عام 2006. تعمل المرتفعات الآن كمستشفى للرعاية الحادة. في عام 2011، تم دمج هايلاند بالكامل في مستشفى الجامعة.
- مركز إعادة التأهيل في إسبانيا
- المراكز الصحية والعيادات التي تديرها وتزودها النظام الصحي للجامعة المنتشرة في جميع أنحاء وسط ألاباما
- فيفا هيلث، وهي منظمة للصيانة الصحية (HMO) وهي شركة تابعة لشركة تريتون هليث سيستم، وهي شركة ذات مسؤولية محدودة مقرها في برمنغهام ومملوكة من قبل النظام الصحي للجامعة

## ألعاب القوى

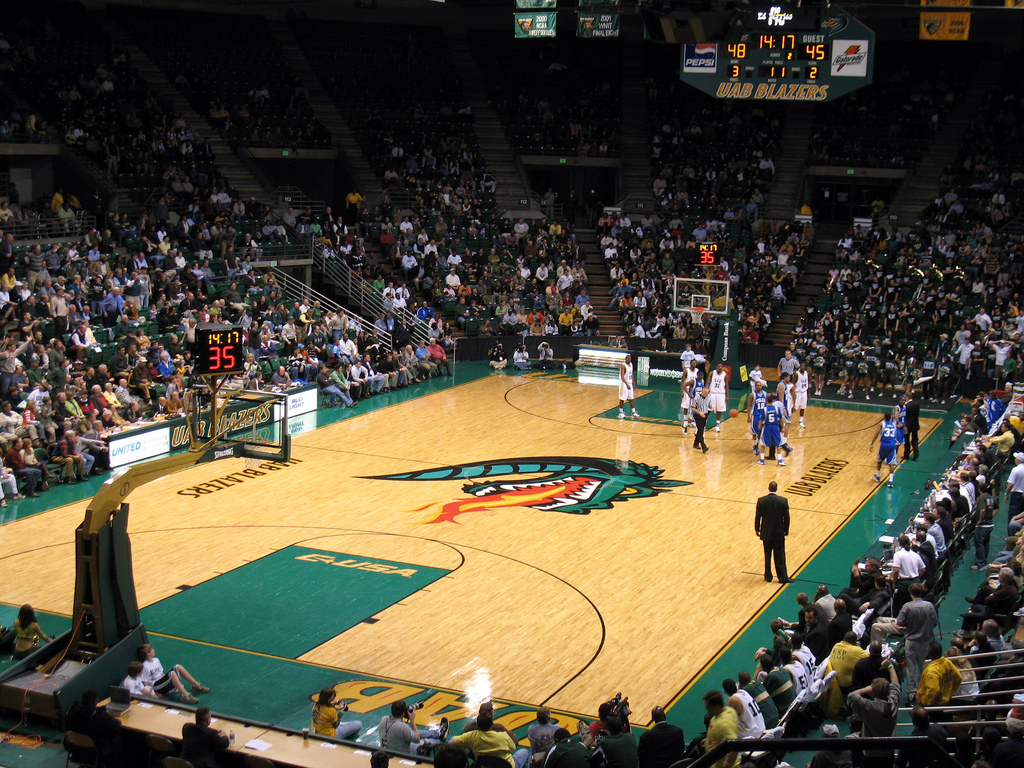
فريق كرة السلة للرجال مقابل. تولسا في بارتو أرينا

تُعرف الفرق الرياضية في الجامعة باسم بلازرس. الألوان الرياضية للمدرسة هي أخضر الغابة والذهبي القديم. تشارك المدرسة حاليًا في القسم الأول من الرابطة الوطنية لرياضة الجامعات، حاليًا باعتبارها واحدة من 14 مؤسسة عضو في مؤتمر الولايات المتحدة الأمريكية (C-USA). الجامعة هو واحد من ستة أعضاء المؤتمر من المقرر أن ينتقلوا إلى المؤتمر الرياضي الأمريكي، على الأرجح في عام 2023. يلعب فريق كرة السلة للرجال، الذي يدربه آندي كينيدي، في بارتو أرينا الذي يتسع لـ 8508 مقعدًا.
بدأت المدرسة برنامجها الرياضي بين الكليات في عام 1978. تم افتتاح البرنامج بكرة السلة للرجال من قبل جين بارتو، الذي خلف جون وودن في جامعة كاليفورنيا. غادر (بارتو أوكلا) بعد عدة مواسم استثنائية ليترأس تأسيس أول فريق لكرة السلة للرجال الجامعة. شغل منصب أول مدرب كرة سلة في المدرسة ومدير رياضي لمدة 18 عامًا. تقاعد بارتو من التدريب في عام 1996، وفي عام 1997، أعاد الجامعة تسمية ملعب كرة السلة الخاص به من (UAB Arena) إلى (Bartow Arena) تكريما له. في 30 عامًا، قدم الجامعة 13 ظهورًا في الرابطة الوطنية لرياضات الجامعات، وحصلت على 27 موسمًا فائزًا، 19 منها كان أكثر من 20 موسمًا للفوز.
بالإضافة إلى كرة السلة، لدى الجامعة برامج في الرياضات الرجالية للبيسبول والجولف وكرة القدم والتنس. تشمل برامج الرياضة النسائية الكرة اللينة وكرة السلة والجولف وكرة القدم والتنس والمضمار والميدان (داخلي وخارجي) وعبر الضاحية والبندقية والكرة الطائرة. في 11 نوفمبر 2010، أعلنت الجامعة عن إضافة الكرة الطائرة الرملية والبولينج بدءًا من العام الدراسي 2011-2012.
لعب لاعب الجولف المحترف كرايم ماكدويل (الفائز ببطولة الولايات المتحدة المفتوحة 2010) في فريق الجامعة للغولف من 1998 إلى 2002.
في ديسمبر 2014، أعلنت الجامعة أنه تم القضاء على ثلاث رياضات في نهاية العام الدراسي 2014-2015: كرة القدم والبولينج والبندقية. كان هذا نتيجة لمراجعة خارجية بتكليف من الجامعة والتي استشهدت بالتغير السريع في مشهد الرابطة الوطنية لرياضة الجامعات وتكاليف التشغيل المرتفعة. أصبح برنامج كرة القدم مؤهلاً لأول مرة منذ عقد بعد فوزه على نورث مسيسيبي قبل يومين من الإعلان. في 1 يونيو 2015، أعلن واتس عن عكس قرار إنهاء كرة القدم الجامعة بسبب الرأي العام الكبير ضد القرار وجمع التبرعات العامة لأكثر من 27 مليون دولار من أجل البرنامج. أعيد برنامج بلازرز لكرة القدم، والبندقية، والبولينج، وكان من المتوقع أن يستأنف الأول اللعب في وقت مبكر من عام 2016. في 4 يونيو 2015، أشار المدير الرياضي مارك إنجرام إلى أن موسم 2017 كان جدولًا زمنيًا أكثر منطقية لإشراك فريق كرة قدم للعب. استأنف فريق كرة القدم اللعب في موسم 2017 الرابطة الوطنية لرياضات الجامعات لكرة القدم محققًا الرقم القياسي 8-5، وهو أفضل برنامج منذ عام 1993، وحصل على دعوة إلى 2017 باهاماس بولينغ، وهي أول مباراة للفريق منذ عام 2004. شهد بلازرز موسمًا تاريخيًا في عام 2018، حيث فاز بأول بطولة للمؤتمرات بالولايات المتحدة الأمريكية، وحصل على أول كأس وأفضل رقم قياسي على الإطلاق بلغ 11-3.

## روابط خارجية
- الموقع الرسمي
- موقع ويب جامعة ألاباما في برمنغهام لألعاب القوى